# NGC 7546
NGC 7546 é uma galáxia espiral barrada (SBbc) localizada na direcção da constelação de Pisces. Possui uma declinação de -02° 19' 32" e uma ascensão recta de 23 horas, 15 minutos e 05,5 segundos.
A galáxia NGC 7546 foi descoberta em 1 de Outubro de 1864 por Albert Marth.